# Banlieue de Zemgale (Riga)
Le Banlieue de Zemgale (letton : Zemgales priekšpilsēta) est une division administrative de Riga en Lettonie.
Au 1er janvier 2017, elle compte 101 693 habitants pour une superficie de 41,0 km2.

## Apkaimes
Zemgale compte 13 voisinages:
- Āgenskalns
- Atgāzene
- Beberbeķi
- Bieriņi
- Bišumuiža
- Katlakalns
- Mūkupurvs
- Pleskodāle
- Salas
- Šampēteris
- Torņakalns
- Ziepniekkalns
- Zolitūde